# Syndicat de l'eau et de l'assainissement du Sud Yvelines
Le syndicat de l'eau et de l'assainissement du Sud Yvelines (SEASY78) est un syndicat mixte, créé en 1935,  qui regroupe dix-neuf communes du sud des Yvelines et des départements limitrophes dont le siège se trouve à Ablis (Yvelines, France). Son objet est d'assurer l'alimentation des communes adhérentes en eau potable issue de forages dans la nappe phréatique. 
Ce syndicat assure la production, le stockage et la distribution de l'eau en régie directe.

## Histoire
En 2020, le syndicat intercommunal d'adduction d'eau potable de la région d'Ablis (SIAEP-Ablis) devient le Syndicat de l'eau et de l'assainissement du Sud Yvelines (SEASY78).

## Communes adhérentes
Le SIAEP Ablis compte dix-neuf communes adhérentes, dont dix-sept dans les Yvelines et deux dans les départements limitrophes.

### Yvelines
- Ablis, Allainville, Boinville-le-Gaillard, Clairefontaine-en-Yvelines, La Celle-les-Bordes, Longvilliers, Orcemont, Orphin, Orsonville, Paray-Douaville, Ponthévrard, Prunay-en-Yvelines, Rochefort-en-Yvelines, Saint-Arnoult-en-Yvelines, Sainte-Mesme, Saint-Martin-de-Bréthencourt, Sonchamp ;

### Départements limitrophes
- Chatignonville (Essonne), Garancières-en-Beauce (Eure-et-Loir)